# Eurodryas tjutjujensis
Eurodryas tjutjujensis är en fjärilsart som beskrevs av Higgins 1950. Eurodryas tjutjujensis ingår i släktet Eurodryas och familjen praktfjärilar. Inga underarter finns listade i Catalogue of Life.